# إي بونغ تشانغ
إي بونغ تشانغ (بالكورية: 이봉창) (باليابانية: 李奉昌)، من مواليد 10 أكتوبر 1900م ، وأعدم في 10 أكتوبر سنة 1932م في سجن إتشيغايا اليابانية .

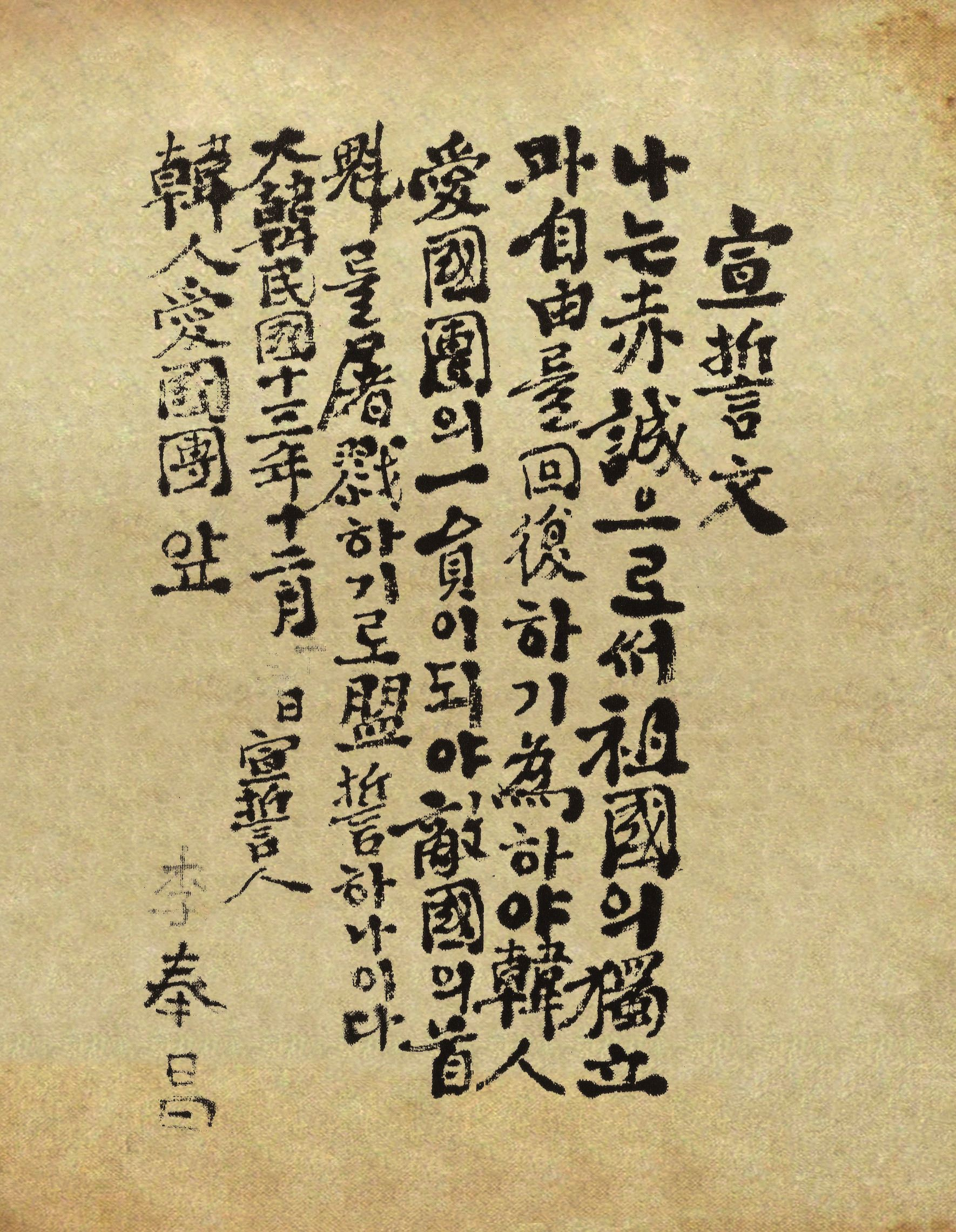
رسالة إي بونغ الأخيرة قبل تنفيذ محاولة اغتيال الإمبراطور هيروهيتو

ناشط كوري جنوبي قاتل ضد احتلال اليابان لبلاده ، وقد نفذ عملية هجومية في ساكورادامون ، وذلك برمي قنبلة يدوية على عربة الإمبراطور هيروهيتو ، وكانت النتيجة مقتل حصانين وإصابة الوزير ونجاة الإمبراطور من هجوم محقق ، فألقي القبض عليه واقتيد إلى المحاكمة وصدر الحكم باعدام إي بونغ تشانغ شنقاً ، ونفذ الحكم في سجن إتشيغايا الياباني بالمشنقة .

## موقف الحكومة الكورية الجنوبية
بعد استقلال كوريا الجنوبية عن اليابان اعتبرت الحكومة الكورية إي بونغ مناضلاً وأنه قدم عملاً بطولياً في سبيل استقلال بلاده ، فأصدرت الحكومة سنة 1962م أمراً بإنشاء تمثال له ، ويظهر التمثال وهو يحمل قنبلتين ثأراً لبلاده ، وفي سنة 1992م أمر البريد الكوري بوضع صورة المناضل إي بونغ على الملصق البريدي كرمز وطني.

## مصدر
- Kim Gu, Baekbeomilji, Volume 2, Chapter 2: The Heroic Deeds of Lee Bong-chang and Yoon Bong-Gil (이봉창과 윤봉길의 의거).